# Ibaiti
Ibaiti est une ville brésilienne du centre-est de l'État du Paraná. Sa population était estimée à 30,464 habitants en 2014.